# Robledo Hermoso
Robledo Hermoso es una localidad del municipio de Villar de Samaniego, en la comarca de La Ramajería, provincia de Salamanca, comunidad autónoma de Castilla y León, España. 

## Historia
Su fundación se data en la Alta Edad Media por parte de los reyes leoneses, denominándolo Robredo Fermoso, nombre del que deriva el actual, que respondería a la castellanización del nombre original en leonés. Con la creación de las provincias actuales en 1833 este municipio quedó adscrito a la de Salamanca, dentro de la Región Leonesa, pasando a formar parte del partido judicial de Vitigudino en 1844.

## Monumentos y lugares de interés
- Iglesia Parroquial de Nuestra Señora del Rosario.

## Demografía
En 2019 Robledo Hermoso contaba con una población de 46 habitantes, de los cuales 27 eran hombres y 19 mujeres. (INE 2019).
| Gráfica de evolución demográfica de Robledo Hermoso entre 2000 y 2019                    |
|                                                                                          |
| Fuente: Instituto Nacional de Estadística de España - Elaboración gráfica por Wikipedia. |

## Cultura

### Fiestas
Robledo Hermoso celebra sus fiestas por el Corpus Christi.